# Bobby Driscoll
Bobby Driscoll, nom de scène de Robert Cletus Driscoll, est un acteur américain né le 3 mars 1937 à Cedar Rapids, Iowa (États-Unis) et mort le 30 mars 1968 à New York (New York).

## Biographie
Actif de 1943 à 1960, Bobby Driscoll a mené une carrière d'enfant star, jouant dans de nombreuses productions des Studios Disney. Il s'illustra notamment dans le rôle de Jim Hawkins, protagoniste de L'île au Trésor en 1950.

### Enfance
Bobby Driscoll est l'enfant unique de Cletus Driscoll, un vendeur en isolation, et d'Isabelle Kratz Driscoll, institutrice. Quelque temps après sa naissance la famille Driscoll emménage à Des Moines à l'ouest de sa ville natale. Ils y restent jusqu'en 1943, quand le médecin de famille conseille à Cletus de partir pour la Californie en raison d'une maladie pulmonaire qui affecte la santé de celui-ci. La famille Driscoll prend le chemin pour Los Angeles. Un jour, en accompagnant son père chez le barbier, Bobby est remarqué par ce dernier qui a un fils qui travaille à la MGM et il conseille aux Driscoll de présenter leur fils à des castings. C'est ainsi que Bobby obtient la même année un rôle aux côtés de l'enfant-acteur Margaret O'Brien dans le film L'Ange perdu. Les petits rôles se succèdent et, malgré son jeune âge, Bobby fait preuve d'une curiosité et d'une intelligence incroyable ainsi que d'une grande capacité à rapidement et facilement retenir ses répliques.

### Carrière d'enfant prodige
Bobby Driscoll obtient ensuite le rôle du petit Al Sullivan, le plus jeune des cinq frères Sullivan, dans le film dramatique J'avais cinq fils (The Sullivans) produit durant la Seconde Guerre mondiale par la 20th Century Fox, avec Thomas Mitchell et Anne Baxter (1944). Avec son jeu naturel et ses dispositions pour mémoriser si jeune ses répliques, il est bientôt considéré comme un nouvel « enfant prodige ». Un grand studio le recommande à un autre, ce qui conduit Bobby à enchaîner les rôles comme celui du garçon qui peut siffler en se tenant debout sur la tête dans Sunday Dinner for a Soldier (1944), d'être le « frère des enfants » de Richard Arlen dans The Big Bonanza (en) (1944), et incarner le jeune Percy Maxim dans Ainsi va mon cœur (1946), avec Don Ameche et Myrna Loy. En outre, il obtient des petits rôles dans des films tels que Identity Unknown (en) en 1945, puis dans Le Bel Espoir (Miss Susie Slagle's), Mariage moderne (From This Day Forward), et Les Héros dans l'ombre avec Alan Ladd, trois films sortis en 1946.

### Disney
Robert Driscoll fut le premier acteur engagé sous contrat par Walt Disney et il tient le rôle du personnage principal dans Mélodie du Sud (1946) en introduisant ainsi la prise de vues réelles dans l'image animée où on retrouve Frère Renard, Frère Ours et Frère Lapin. Bobby Driscoll et sa co-star Luana Patten étaient pressentis pour recevoir le prix spécial des meilleurs enfants acteurs aux Oscars du cinéma 1946 ; aucun prix spécial n'a été décerné cette année-là.

### Distinctions
Le 23 mars 1950, Bobby Driscoll reçoit un Oscar spécial de la jeunesse remis par Donald O'Connor lors de la 22e cérémonie des Oscars.
En 1960, il reçoit son étoile sur le Hollywood Walk of Fame, située au 1560 Vine Street.

### Mort
Il meurt prématurément à 31 ans, oublié et dans la misère, victime de son addiction aux drogues dures.
Il fait partie des quelques rares personnalités célèbres à être enterrées au cimetière de Hart Island.
En 2022, le film Tic et Tac, les rangers du risque fait référence à la fin de la carrière  de cet acteur, à travers le vieillissement de Peter Pan, personnage de Disney dont il avait fait le doublage et joué le principal antagoniste de ce film. Ce choix suscite des questions de la part des spectateurs et des internautes sur la nature et les raisons de cette anecdote, le personnage étant moqué, décrit comme grassouillet, cupide et sans remords. Certains le considérant comme une insulte à la mémoire du concerné[réf. nécessaire].

## Filmographie

### Cinéma
- 1943 : L'Ange perdu (Lost Angel) de Roy Rowland : Bobby, le petit garçon dans le train
- 1944 : J'avais cinq fils (The Sullivans) : Al Sullivan, l'un des enfants
- 1944 : Sunday Dinner for a Soldier : Jeep Osborne
- 1944 : The Big Bonanza (en) de George Archainbaud : Spud Kilton
- 1945 : Identity Unknown (en) : Toddy Loring
- 1946 : Le Bel Espoir (Miss Susie Slagle's) : Boy with wounded dog
- 1946 : From This Day Forward : Timmy Beesley
- 1946 : Ainsi va mon cœur (So Goes My Love) : Percy Maxim
- 1946 : Les Héros dans l'ombre (O.S.S.) : Gerard
- 1946 : Three Wise Fools : Pixie (non crédité)
- 1946 : Mélodie du Sud (Song of the South) : Johnny
- 1948 : If You Knew Susie (en) de Gordon Douglas : Junior Parker
- 1948 : Mélodie Cocktail (Melody Time), sketch Pecos Bill : Bobby
- 1948 : Danny, le petit mouton noir (So Dear to My Heart) : Jeremiah « Jerry » Kincaid
- 1949 : Une incroyable histoire (The Window) : Tommy Woodry
- 1950 : L'Île au trésor (Treasure Island) : Jim Hawkins
- 1951 : When I Grow Up de Michael Kanin : Josh / Danny Reed
- 1951 : Papa Dingo (Fathers Are People, court métrage) : Goofy Jr. (voix)
- 1952 : Sacré Printemps (The Happy Time) de Richard Fleischer : Robert Bonnard dit « Bibi »
- 1953 : Peter Pan : Peter Pan (voix)
- 1955 : Duel d'espions (The Scarlet Coat) : Ben Potter
- 1958 : The Party Crashers (en) : Josh Bickford
- 1965 : Dirt, court métrage de Piero Heliczer (en)

### Télévision
- 1951 : The Walt Disney Christmas Show : Peter Pan
- 1952 : The Unexpected (en) : Julian (épisode 2.11)
- 1952 : Schlitz Playhouse of Stars : Julian (épisode 1.42)
- 1953 : Badge 714 (épisode 3.05)
- 1954 : Medic (en) : Pete Koslo (épisode 1.02)
- 1954 : Big Town (en) (épisode 5.07)
- 1954 : Letter to Loretta (en) : Jimmy Skinner (épisode 2.14)
- 1954-1955 : Fireside Theatre (en) : Jimmy (épisodes 7.14 et 7.20)
- 1955 : Crown Theatre with Gloria Swanson (en)
- 1955 : Front Row Center (en) : Richard Miller (épisode 1.03)
- 1955 : Schlitz Playhouse of Stars : Julian (épisode 4.48)
- 1955 : Le Choix de... : Jimmy Skinner (épisode 2.14)
- 1955-1956 : TV Reader's Digest (3 épisodes)
- 1955 : Navy Log (en) : Billy Sayres (épisode 1.11)
- 1956 : Crusader : Josef (épisode 1.15)
- 1956 : The Ford Television Theatre (en) : Stump (épisode 4.17)
- 1956 : Climax! : Gary (épisode 2.18 : The Secret of River Lane)
- 1956 : Studio One : Peter (épisode 8.32)
- 1956 : Fireside Theatre (en) : Johnny Bridges (épisode 2.02)
- 1956 : Zane Grey Theater (en) : trompettiste Jones (épisode 1.06)
- 1957 : The Silent Service : Bob Fletcher (épisode 1.15)
- 1957 : M Squad : Stephen 'Steve' Wikowlski (épisode 1.04)
- 1958 : The Millionaire (en) : Lew Conover (épisode 5.02)
- 1958 : Men of Annapolis (it) : Irwin Brown (épisode 1.25)
- 1959 : Rawhide : Wilt Mason (épisode 1.17)
- 1959 : Trackdown : Mike Hardesty (épisode 2.38)
- 1960 : The Chevy Mystery Show (en) : Fred Forbes (épisode 1.03)
- 1960 : The Brothers Brannagan (en) : Johnny (épisode 1.07)
- 1960 : The Best of the Post (en) (épisode 1.02)
- 1960 : Rawhide : Billy Chance (épisode 3.09)